# Střelice, Znojmo
Střelice là một làng thuộc huyện Znojmo, vùng Jihomoravský, Cộng hòa Séc.